# 사업 (관직)
사업(司业/司業)은 한국과 중국에서 사용하던 관직이다. 한국에서는 신라의 대학감, 발해의 주자감, 조선의 성균관 소속으로 교육에 관한 업무를 맡았다.